# Retardation (Hydrologie)
In den Geowissenschaften wird der Begriff Retardation (von lat. retardare verzögern) vor allem in der Hydrologie im Zusammenhang mit Stofftransport verwendet. Er beschreibt hier die Verlangsamung eines Stoffes in Bezug auf das sich bewegende Medium, in dem er transportiert wird.
Zu einer Retardation kommt es zum Beispiel, wenn ein Stoff durch ein Medium mit aktiven Oberflächen transportiert wird, an die er adsorbieren kann. Durch die Prozesse der Adsorption und der Desorption kommt es in der Folge zu einer Verlangsamung des Stoffes im Vergleich zum Transportmedium. Der sog. Retardationsfaktor {\displaystyle R} quantifiziert diesen Prozess. Unter anderem wird er als Verhältnis zwischen der Abstandsgeschwindigkeit {\displaystyle v_{a}}, also zum Beispiel der Transportgeschwindigkeit eines nicht sorbierenden Stoffes, und der Geschwindigkeit des sorbierenden Stoffes {\displaystyle v_{\text{Stoff}}} definiert:
{\displaystyle R={\frac {v_{a}}{v_{\text{Stoff}}}}}